# Martinus Christian de Klauman
Martinus Christian de Klauman (5. februar 1784 – 9. marts 1837) var en dansk søofficer.
Han var søn af kaptajn Gregorius de Klauman (24. november 1744 – 23. december 1788) og Anna Barbara Charlotte f. Thye (1755 – 29. januar 1798). Klauman blev sekondløjtnant i Marinen 1805, premierløjtnant 1811, kaptajnløjtnant 1818 og kaptajn 1828. Som ung officer ansattes han ved kanonbådsflotillen ved Elben og bestod her 1809 under konvojeringen mellem Glückstadt og Ejderen 3 ærefulde træfninger med de engelske krydsere. Ligeledes havde han 1813 en kamp ud for Büsom med 6 kanonbåde mod 10 engelske, af hvilke det lykkedes ham at skyde de 2 i sænk og forjage de andre. 1814-15 var Klauman næstkommanderende på briggen Bornholm i Middelhavet og Vestindien; efter sin tilbagekomst ansattes han som indrulleringsofficer på Femern. 1824-25 chef for briggen St. Croix i Vestindien og Middelhavet og 1828 chef for briggen St. Thomas på et lignende togt. Senere foretog han talrige rejser til udlandet for sit helbreds skyld. 1837 udnævntes Klauman til chef for korvetten Diana, men døde 9. marts, inden skibet var afsejlet. 1812 blev Klauman gift med Emilie Dorothea Drewsen, datter af papirfabrikant Johan Christian Drewsen. Ægteskabet blev snart opløst ved separation.
Han er begravet på Holmens Kirkegård.